# Amarpur
Amarpur è una suddivisione dell'India, classificata come nagar panchayat, di 10.863 abitanti, situata nel distretto del Tripura Meridionale, nello stato federato del Tripura. In base al numero di abitanti la città rientra nella classe IV (da 10.000 a 19.999 persone).

## Geografia fisica
La città è situata a 23° 31' 48 N e 91° 38' 41 E e ha un'altitudine di 23 m s.l.m..

## Società

### Evoluzione demografica
Al censimento del 2001 la popolazione di Amarpur assommava a 10.863 persone, delle quali 5.824 maschi e 5.039 femmine. I bambini di età inferiore o uguale ai sei anni assommavano a 991, dei quali 518 maschi e 473 femmine. Infine, coloro che erano in grado di saper almeno leggere e scrivere erano 8.740, dei quali 4.911 maschi e 3.829 femmine.